# Malaika Arora
Malaika Arora (Mumbai, 23 ottobre 1973) è un'attrice indiana.
È stata sposata con l'attore Arbaaz Khan fino al 2016 e da cui ha avuto un figlio.
Sua sorella è Amrita Arora e i suoi cognati sono Salman Khan e Solail Khan, tutti impegnati a Bollywood nell'arte della recitazione.
Ha avuto in passato una storia sentimentale con John Abraham.
Ha iniziato la sua carriera come Vj per MTV India e recitando in numerose pubblicità.
Al cinema ha fatto molte comparse speciali, soprattutto durante le canzoni.

## Filmografia

### Cinema
- Aaja Meri Jaan, regia di Ketan Anand (1993)

- Dil Se, regia di Mani Ratnam (1998)
- Bichhoo, regia di Guddu Dhanoa (2000)
- Indian, regia di N. Maharajan (2001)
- Kaante, regia di Sanjay Gupta (2002)
- Maa Tujhhe Salaam, regia di Tinnu Verma (2002)
- Kaal, regia di Soham Shah (2005)
- Heyy Babyy, regia di Sajid Khan (2007)
- Athidhi, regia di Surender Reddy (2007)
- Om Shanti Om, regia di Farah Khan (2007)
- Welcome, regia di Anees Bazmee (2007)
- EMI: Liya Hai To Chukana Padega, regia di Saurabh Kabra e Sanjay Khanna (2008)
- Prem Kaa Game, regia di Ashok Kheny (2010)
- Housefull, regia di Sajid Khan (2010)
- Dabangg, regia di Abhinav Kashyap (2010)
- Nakshatra, regia di Mohan Savalkar (2010)
- Housefull 2, regia di Sajid Khan (2012)
- Gabbar Singh, regia di Harish Shankar (2012)
- Happy New Year, regia di Farah Khan (2014)
- Dolly Ki Doli, regia di Abhishek Dogra (2015)
- Pataakha, regia di Vishal Bhardwaj (2018)